# Melting Me Softly
Melting Me Softly (hangul: 날 녹여주오; rr: Nal Nokyeojuo) é uma telenovela sul-coreana exibida pela tvN de 28 de setembro a 17 de novembro de 2019, estrelada por Ji Chang-wook, Won Jin-ah e Yoon Se-ah.

## Enredo
Ma Dong-chan (Ji Chang-wook) e Ko Mi-ran (Won Jin-ah) estão ambos congelados durante um experimento. Eles acordam 20 anos depois, em vez de 24 horas depois, e devem manter a temperatura corporal em 31,5 ° (máx. 33°/88-91° em Fahrenheit) para sobreviver.

## Elenco

### Elenco principal
- Ji Chang-wook como Ma Dong-chan
- Won Jin-ah como Go Mi-ran[3]
- Yoon Se-ah como Na Ha-yeong[4]
  - Chae Seo-jin como Na Ha-yeong (jovem)

### Elenco de apoio

#### Pessoas ao redor de Dong-chan
- Yoon Seok-hwa como Kim Won-jo, mãe de Dong-chan
- Kim Won-hae como Ma Pil-gu, pai de Dong-chan
- Kang Ki-doong como Ma Dong-sik, irmão mais novo de Dong-chan
  - Kim Won-hae como Ma Dong-sik (velho)
- Han Da-sol como Ma Dong-joo, irmã mais nova de Dong-chan
  - Jeon Soo-kyung como Ma Dong-joo (velha)
- Lee Do-gyeom como Baek Young-tak, marido de Dong-joo
  - Lee Do-yeob como Baek Young-tak (velho)
- Oh Ah-rin como Ma Seo-yoon[5] (7), filha de Dong-sik

#### Pessoas ao redor de Mi-ran
- Gil Hae-yeon como mãe de Mi-ran
- Park Choong-sun como pai de Mi-ran
- Park Min-soo como Go Nam-tae
  - Yoon Na-moo como Go Nam-tae, irmão de Mi-ran (adulto)

#### Pessoas na emissora
- Im Won-hee como Son Hyeon-gi
  - Lee Hong-gi como Son Hyeon-gi (jovem)
- Jung Hae-kyun como Kim Hong-seok
- Han Jae-i como produtora Su
- Hong Seo-baek como produtor Lee

#### Pessoas no campus
- Cha Sun-woo como Hwang Byung-shim, ex-namorado de Mi-ran
  - Shim Hyung-tak como Hwang Byung-shim (velho)
- Song Ji-eun como Oh Young-seon
  - Seo Jeong-yeon como Oh Young-seon (jovem)
- Oh Ha-nee como Park Kyung-ja
  - Park Hee-jin como Park Kyung-ja (velha)
- Choi Bo-min como Hwang Ji-hoon
- Kang Yoo-seok como Park Young-joon

#### Outros
- Lee Bong-ryun como Park Yoo-ja
- Seo Hyung-chul como Hwang Gab-soo
- Lee Moo-saeng como Jo Ki-beom
  - Kim Wook como Jo Ki-beom (jovem)
- Kim Bup-rae como Lee Hyung-do/Lee Seok-do

### Aparições especiais
- Tony An (ep. 1)
- Kim Soo-ro (ep. 6)
- Ra Mi-ran (ep. 6)
- Park Jin-young como Jang Woo-shin (ep. 14)

## Produção
A primeira leitura do roteiro ocorreu em junho de 2019.

## Trilha sonora

### Parte 1
| Lançado em 6 de outubro de 2019 |                                   |                |         |  |
| N.º                             | Título                            | Artista        | Duração |  |
| 1.                              | "Right In Front Of You" (네 앞에) | K.Will         | 4:00    |  |
| 2.                              | "Right In Front Of You" (Inst.)   |                | 4:00    |  |
| Duração total:                  | Duração total:                    | Duração total: | 8:00    |  |

### Parte 2
| Lançado em 14 de outubro de 2019 |                                   |                         |         |  |
| N.º                              | Título                            | Artista                 | Duração |  |
| 1.                               | "You Have To Tell Me" (꼭 말해줘) | Yeonjung (Cosmic Girls) | 03:13   |  |
| 2.                               | "You Have To Tell Me" (Inst.)     |                         | 03:13   |  |
| Duração total:                   | Duração total:                    | Duração total:          | 06:26   |  |

### Parte 3
| Lançado em 20 de outubro de 2019 |                                         |                |         |  |
| N.º                              | Título                                  | Artista        | Duração |  |
| 1.                               | "When Love Passes By" (사랑이 지나가면) | Ji Chang-wook  | 04:11   |  |
| 2.                               | "When Love Passes By" (Inst.)           |                | 04:11   |  |
| Duração total:                   | Duração total:                          | Duração total: | 08:22   |  |

### Parte 4
| Lançado em 27 de outubro de 2019 |                       |                |         |  |
| N.º                              | Título                | Artista        | Duração |  |
| 1.                               | "Ice Doll" (얼음인형) | Parc Jae-jung  | 4:10    |  |
| 2.                               | "Ice Doll" (Inst.)    |                | 4:10    |  |
| Duração total:                   | Duração total:        | Duração total: | 8:20    |  |

## Classificações
- Na tabela abaixo, os números azuis representam as audiências mais baixas e os números vermelhos representam as audiências mais elevadas.
- N/A indica que a classificação não é conhecida.

| Episódio | Data de transmissão    | Título                            | Audiência média | Audiência média              | Audiência média |
| Episódio | Data de transmissão    | Título                            | AGB Nielsen     | AGB Nielsen                  |                 |
| Episódio | Data de transmissão    | Título                            | Em todo o país  | Região Metropolitana de Seul |                 |
| -------- | ---------------------- | --------------------------------- | --------------- | ---------------------------- | --------------- |
| 1        | 28 de setembro de 2019 | The Origin Of Cryogenics          | 2.486%          | 2.606%                       |                 |
| 2        | 29 de setembro de 2019 | Resurrection                      | 3.177%          | 2.858%                       |                 |
| 3        | 5 de outubro de 2019   | The Days We Lost                  | 3.163%          | 3.278%                       |                 |
| 4        | 6 de outubro de 2019   | Some Like It Cold                 | 3.201%          | 3.250%                       |                 |
| 5        | 12 de outubro de 2019  | The Destiny Of 31.5 Degree!       | 2.063%          | 2.126%                       |                 |
| 6        | 13 de outubro de 2019  | Captain Korea                     | 2.481%          | 2.777%                       |                 |
| 7        | 19 de outubro de 2019  | All About Love                    | 1.843%          | 2.101%                       |                 |
| 8        | 20 de outubro de 2019  | Fling and Fight                   | 2.419%          | 2.511%                       |                 |
| 9        | 26 de outubro de 2019  | Between the Cold and the Passion  | 1.160%          | —                            |                 |
| 10       | 27 de outubro de 2019  | Non, Je Ne Regrette Rien          | 2.074%          | 1.983%                       |                 |
| 11       | 2 de novembro de 2019  | Family, After All                 | 1.461%          | —                            |                 |
| 12       | 3 de novembro de 2019  | To Die or To Be Mad               | 1.622%          | —                            |                 |
| 13       | 9 de novembro de 2019  | The Truth Too Late                | 1.774%          | 1.491%                       |                 |
| 14       | 10 de novembro de 2019 | The People Who Want To Get Frozen | 1.765%          | 1.271%                       |                 |
| 15       | 16 de novembro de 2019 | Hot Guy and Cold Girl             | 1.432%          | —                            |                 |
| 16       | 17 de novembro de 2019 | Melting Me Softly                 | 2.282%          | 2.407%                       |                 |
| Média    | Média                  | Média                             | 2.150%          | —                            |                 |